# Steve Lukather
Steven Lee Lukather (Valle de San Fernando, Los Ángeles, California,  21 de octubre de 1957), conocido como Steve Lukather, es un guitarrista, bajista, cantante, compositor, arreglista y productor estadounidense miembro de la banda Toto. Además es un prolífico músico de sesión que ha participado en la grabación de más de 1500 discos representando a una amplia variedad de artistas y géneros. También ha contribuido en álbumes y sencillos como arreglista, compositor y productor y ha publicado ocho álbumes de estudio en solitario.
En 1976, a los diecinueve años de edad, sus amigos de la escuela David Paich y los hermanos Porcaro, Steve y Jeff, le invitaron a formar una banda que pasaría a llamarse Toto. Actualmente es el líder de la agrupación y el único integrante del grupo que nunca ha faltado a una presentación en vivo. La reputación de Lukather como guitarrista y su asociación con Paich y Jeff Porcaro, quienes también eran artistas consagrados, le permitieron una sólida carrera como músico de sesión en las décadas de 1970 y 1980. Lukather ha recibido doce nominaciones a los premios Grammy, de los que ha ganado cinco. A pesar de que su trabajo con Toto está enfocado mayoritariamente hacia el pop rock y su trabajo en solitario se aventura en el rock progresivo y el hard rock, muchos de los proyectos paralelos de Lukather se centran en el jazz fusion. Mantuvo una larga relación laboral con el guitarrista de jazz Larry Carlton, de cuya unión salió un álbum en directo ganador de un premio Grammy y fue miembro de la banda de jazz fusion Los Lobotomys, una colaboración entre varios reconocidos músicos de sesión.
Influenciado por guitarristas de blues rock como Jimi Hendrix y Jimmy Page, y de músicos de jazz fusion como Al Di Meola y Frank Gambale, Lukather es reconocido por su estilo «melódico e intenso». También es conocido por su gran eficiencia en el estudio; con frecuencia es capaz de grabar pistas en una sola toma usando el mínimo de procesado de sonido. A pesar de que en ciertos momentos de su carrera utilizó gran cantidad de efectos de guitarra tanto en el estudio como en el escenario, en sus últimos años rechaza esas prácticas, abogando por tonos limpios y procesos de estudio mínimos. Lukather toca mayoritariamente guitarras fabricadas por Ernie Ball Music Man que llevan su nombre, «Luke». Además utiliza Yamaha y guitarras electroacústicas Ovation serie Adamas.

## Biografía

### Primeros años
Steven Lee Lukather nació el 21 de octubre de 1957 en el valle de San Fernando, California. Primero tocó teclados y batería, para poco después aprender de forma autodidacta a tocar la guitarra a los siete años de edad, cuando su padre le compró una guitarra acústica Kay y una copia de Meet the Beatles, el álbum de The Beatles. Lukather dice que ese disco le «cambió la vida» y que se siente fuertemente influenciado por la guitarra de George Harrison.
En la escuela secundaria conoció a David Paich y los hermanos Porcaro (Jeff, Steve y Mike), quienes finalmente formaron juntos la banda Toto. Lukather, quien hasta la fecha había sido autodidacta, comenzó a tomar lecciones de guitarra con Jimmy Wyble. Gracias a Wyble expandió sus conocimientos hacia aspectos más amplios de la música, incluyendo la orquestación. Fue en esta época (comienzos de la década de 1970) cuando Lukather comenzó a interesarse por ser músico de sesión, vocación que ofrecía oportunidades de tocar con una gran variedad de músicos famosos.
Jeff Porcaro, quien tocaba batería para Steely Dan desde 1973, fue el mentor de Lukather y apoyó su interés en el trabajo de músico de sesión. Su primer trabajo en la industria musical fue como músico de estudio para Boz Scaggs, después de eso, Paich y Jeff Porcaro —quienes ya eran prósperos músicos de estudio por derecho propio— lo invitaron a formar Toto en 1976, junto a Bobby Kimball, David Hungate y Steve Porcaro. Lukather rechazó una oferta de unirse a la banda de Miles Davis para poder aceptar su invitación.

### Toto
Lukather fue el primer guitarrista líder de Toto y ejerció como tal durante toda la historia de la banda, además de vocalista líder ocasional, corista y compositor. Ganó tres de sus cinco premios Grammy por trabajos con Toto, dos veces como artista y una como productor. La composición de las canciones de Toto, el primer disco de la banda, lanzado en 1978, corrió casi exclusivamente a cargo de David Paich, que escribió prácticamente todas las pistas del mismo (excepto dos), incluso los cuatro sencillos. Lukather también da crédito a Jeff Porcaro por su liderazgo de la banda en aquella época. No obstante, el papel de Lukather en Toto evolucionó con el tiempo adaptándose a las necesidades del grupo. Comenzó a contribuir en la composición con la pista Hydra, que da inicio al disco homónimo de 1979. En agosto de 1992, Jeff Porcaro se desplomó mientras trabajaba en el jardín de su casa y posteriormente murió por un fallo cardiaco. Su muerte afectó profundamente a los integrantes de Toto en general y a Lukather en particular, debido a que siempre le consideró su mentor. Lukather sintió que necesitaba dar un paso al frente y asegurarse de que la banda siguiese su camino, por lo que comenzó a adoptar el papel de líder.
Toto contó con varios vocalistas a lo largo de los años, incluyendo a Bobby Kimball, Fergie Frederiksen y Joseph Williams. Después de despedir a su cuarto cantante, Jean-Michel Byron, Toto permaneció sin vocalista principal hasta 1997; Lukather asumió la gran mayoría de las obligaciones vocales durante esa época. Cantó todas las pistas de Kingdom of Desire (1992) y Tambu (1995), exceptuando las dos instrumentales. «I Will Remember», el sencillo extraído de Tambu, coescrito con Stan Lynch, llegó al puesto número 64 de las listas británicas. Algunos de los críticos contrastaron la voz de Lukather en Tambu comparándola con los antiguos vocalistas Kimball y Williams (y sin duda, criticaron duramente todo el disco), mientras que algunas de las reseñas de sus conciertos coincidían en decir que tenía ciertas dificultadas vocales en algunas de las canciones, por lo que gran número de coristas y vocalistas invitados solían acompañar a la banda para los conciertos de aquella época. Cuando Toto volvió a contratar a Joseph Williams y Bobby Kimball para colaborar en su disco de 1998, Toto XX, Lukather volvió a sus funciones de corista.
La faceta de compositor de Lukather con Toto pasó de ser mínima en los álbumes de la primera época de la banda hasta llegar a componer prácticamente todas las pistas a partir de finales de los años 1980. A pesar de ello, compuso pocas canciones de forma individual, a excepción del exitoso sencillo extraído de Toto IV «I Won't Hold You Back». Lukather admitió que escribir las letras no es uno de sus fuertes, por lo cual colaboraba junto a otros integrantes del grupo para completar las canciones y convertirlas en viables para los discos. Lukather colaboró en todas las canciones del álbum de Toto de 2006 Falling in Between.
Para 2008, Lukather era el único miembro original de Toto restante en la banda. En junio de ese mismo año decidió abandonar, por lo cual la banda se disolvió oficialmente. En una entrevista de 2011 cuando hablaba de su carrera con Toto, comentó que la banda se había alejado demasiado de su encarnación original y que en ese momento estaba lidiando con el precio mental y físico de grabar e interpretar. En febrero de 2010, la banda anunció un regreso en apoyo de Mike Porcaro, quien había sido diagnosticado con esclerosis lateral amiotrófica. Tocaron varios conciertos a lo largo de 2011 y 2012; sin embargo, Lukather confirmó que la banda no tiene intención de grabar material nuevo.

### Músico de estudio
Lukather recibió cierto reconocimiento en los años 1970 y 1980 como uno de los guitarristas de sesión más codiciados de Los Ángeles, trabajó con una amplia gama de artistas desde Aretha Franklin a Warren Zevon. Ha tocado en más de 1500 discos a lo largo de 36 años. El periodista musical Jude Gold comentó que «es difícil encontrar un guitarrista con una carrera más plena y prolífica que Steve Lukather». Lukather les concede el crédito de haber conseguido entrar en la industria a David Paich y Jeff Porcaro, aunque en una entrevista de abril de 2011 comentó que en los últimos años se han reducido las oportunidades para los músicos de estudio: «Ya no hay ninguna cosa 'tío de sesión', no como antes. No es como en los viejos tiempos cuando hacía 25 sesiones a la semana. Los estudios [de grabación] han desaparecido. No hay presupuesto. Las discográficas han desaparecido». Su propio rendimiento como músico de sesión se ha ralentizado junto al resto de la industria. Según Lukather, en 2009 sólo hacía unas pocas sesiones al año.
Gibson Guitar Corporation le colocó entre los diez mejores guitarristas de estudio de la historia. Lukather ha participado en muchas canciones exitosas. Tocó el solo de guitarra del exitoso sencillo de Olivia Newton-John de 1981 «Physical», que fue el sencillo número uno de Billboard en los años 1980. También tocó en «Beat It» de Michael Jackson, en dos pistas del disco de Lionel Richie Can't Slow Down y en el álbum Repeat Offender de Richard Marx. Lukather y Jeff Porcaro formaron parte del proceso de grabación de prácticamente todo el álbum de Michael Jackson Thriller. Además de grabar piezas de guitarra, Lukather también ha compuesto o producido música para Lionel Richie, Richard Marx, Chicago, Donna Summer y The Tubes. Ganó un premio Grammy en 1982 gracias a la canción de George Benson, «Turn Your Love Around».

### Álbumes en solitario
Lukather ha lanzado seis discos en solitario: Lukather (1989), Candyman (1994), Luke (1997), Santamental (2003), Ever Changing Times (2008) y All's Well That Ends Well (2010). En diciembre de 2011, comenzó a trabajar en el séptimo, en colaboración con C. J. Vanston y con la ayuda de artistas como Chad Smith, Gregg Bissonette y Leland Sklar, entre otros. Su publicación está prevista para comienzos de 2013.

#### 1989–1997:Lukather,CandymanyLuke
En 1989 se lanzó el disco Lukather, después de que Toto llevase grabando y actuando once años seguidos y los integrantes del grupo consensuaron que necesitaban un descanso. Debido a que Lukather había compuesto una serie de canciones que no tenía intención de grabar con Toto, decidió ponerlas en un disco en solitario, con la idea de presentar a sus seguidores una dimensión de su música desconocida hasta la fecha. En el álbum colaboraron músicos reconocidos como Eddie Van Halen, Richard Marx, Jan Hammer, Steve Stevens y los miembros de Toto, Jeff Porcaro y David Paich. Lukather comentó que la producción del álbum fue muy simple y que muchos de los sonidos de ambiente del estudio, como la cuenta atrás en varias de las pistas, se dejaron oír a propósito. Como influencias para el álbum menciona a bandas como Pink Floyd, Cream, Led Zeppelin y los guitarristas Jimi Hendrix, David Gilmour, Jeff Beck y Eric Clapton. El sencillo extraído del disco fue «Swear Your Love».
Candyman, grabado y masterizado entre marzo y noviembre de 1993, fue una colaboración con músicos que pertenecían en su mayoría a la banda paralela de Lukather, Los Lobotomys. Además participaron los integrantes de Toto Simon Phillips y David Paich junto con músicos como David Garfield, John Peña, Chris Trujillo, Lenny Castro, Larry Klimas, Fee Waybill, Richard Page y Paul Rodgers. Lukather grabó la mayor parte del disco en tomas en directo con simplemente un poco de overdubbing posterior. Se creó confusión en torno a si Candyman era un disco de Steve Lukather o de Los Lobotomys. Las versiones de Japón y Estados Unidos se publicaron bajo el nombre de Los Lobotomys en lugar del nombre de Lukather; además, la versión japonesa incluye una versión de la canción de Hendrix «Red House». La versión europea de Candyman se acreditó a Lukather en solitario. Además, durante la gira promocional del álbum la banda a veces era presentada como «Steve Lukather and Los Lobotomys» y otras veces simplemente «Los Lobotomys». La canción «Borrowed Time» se publicó como sencillo en Europa e incluye «Red House» como cara B.
Lukather describe Luke de 1997 como un disco muy distinto y mucho más «instrospectivo» que sus anteriores dos álbumes. Es una colección concentrada de muchas de las influencias musicales de Lukather, y permitió deliberadamente que esas influencias estuviesen visibles. Luke es un disco experimental y al igual que Candyman se grabó con tomas en directo con posterior overdubbin y procesado mínimos. Además, contiene instrumentación previamente inédita en sus otros discos: Guitarra pedal steel, armónica, mellotrones y guitarras experimentales, bajo y sonidos de batería. La versión estadounidense de Luke incluye una versión de la canción «The Pump» de Jeff Beck. Del disco se extrajo el sencillo «Hate Everything About U».

#### 2003:Santamental
Santamental, publicado en octubre de 2003, es un proyecto colaborativo que cuenta con la partición de músicos como Edward Van Halen, Slash, Steve Vai y el batería Gregg Bissonette. Cuando la compañía discográfica de Lukather, Bop City Records, le abordó para grabar un disco navideño, respondió con un chiste acerca de su idoneidad para el proyecto. La compañía quería que él hiciera el disco porque sabían que lo abordaría con un ángulo único y que produciría algo distinto del típico álbum navideño. Lukather contrató al teclista Jeff Babko y al guitarrista Larry Carlton, con este último ya había trabajado con anterioridad, para ayudarle a hacer los arreglos musicales de las canciones. El proyecto significó un reto para Lukather, que necesitaba ser creativo para tornar en algo interesante las tradicionalmente simples canciones, sin alterar las estructuras fundamentales de las mismas. Dijo sobre el álbum: «Nunca creí en un millón de años que haría un disco navideño».
La mayoría de los músicos que escogió para tocar en Santamental provenían del mundo del hard rock, lo que le dio un toque heavy al disco. Van Halen grabó las partes de guitarra de «Joy to the World» y, pese a no haber estado en un estudio por algún tiempo, dejó impresionado a Lukather por su nivel artístico. Vai grabó las pistas de guitarra para «Carol of the Bells» junto al hijo de Lukather, Trevor, de catorce años en aquel tiempo. Slash, quien grabó su parte en una sola toma, tocó en la composición de Lukather y Stan Lynch llamada «Broken Heart for Christmas». Lukather habló muy bien de Slash después del proyecto, lo llamó: «[el] Keith Richards de nuestra generación». El renombrado guitarrista de sesión Michael Landau participó en «Look Out For Angels». Además hay una versión de «Jingle Bells» con una big band y cantada por Sammy Davis, Jr. Santamental se grabó en seis días, después de lo cual Lukather comentó que había sido «el primer y último disco navideño» que iba a hacer.

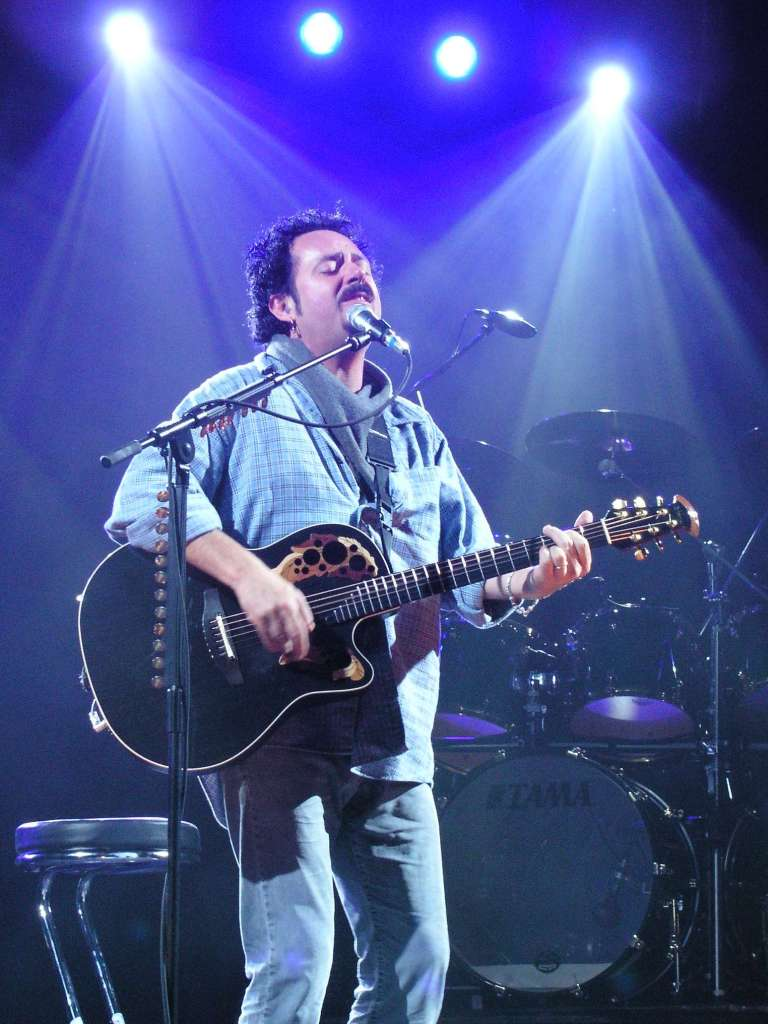
Lukather cantando y tocando guitarra en una presentación en Osnabrück, Alemania, en 2004.

#### 2008-2010:Ever Changing TimesyAll's Well That Ends Well
Ever Changing Times, publicado el 22 de febrero de 2008, es una colección de canciones que Lukather había grabado en 2007 entre las giras de Toto. Contiene contribuciones de músicos como Bill Champlin, Abe Laboriel, Jr., Leland Sklar o Steve Porcaro, entre otros. Su hijo Trevor también participó en este disco, mientras que Joseph Williams ayudó en los coros de cinco de las pistas. Lukather compuso las canciones en habitaciones de hotel junto a su hijo y otros amigos músicos, usando un equipamiento muy básico. Su filosofía a la hora de componer es, que si una canción suena bien con solo guitarra y voz, seguro que sonará bien después de la producción. En esta ocasión colaboró con el ingeniero y productor ganador de un premio Grammy, Steve MacMillan, con el objetivo de introducir nuevas técnicas y métodos en el proceso de grabación. Lukather describió el resultado final como «perfectamente imperfecto» y prefirió finalmente grabar con una banda de cinco músicos en una sala y en una sola toma. MacMillan lo animó a usar «tonos orgánicos, antiguos». Como resultado, Lukather evitó el uso de efectos y tocó las partes de guitarra directamente a través de amplificadores de tubo de las marcas Marshall, Vox y otras. Lukather comentó que MacMillan sirvió como un valioso «segundo par de oídos» en el estudio, que a menudo le alentaba para usar partes que en otra ocasión él hubiese descartado. Debido a que Toto se había separado cuando se publicó Ever Changing Times, en esta ocasión Lukather pudo embarcarse en una gira de promoción. Los conciertos incluían canciones del disco, otras canciones de sus otros proyectos y «algunas rarezas de Toto».
Su sexto disco de estudio, All's Well That Ends Well, se publicó el 11 de octubre de 2010 en Europa y Japón, y el 16 de noviembre en forma de descarga digital en el resto del mundo. La gran mayoría de los temas los compuso en colaboración con C. J. Vanston e incluye la participación de músicos incondicionales de su banda de directo. Además, el compositor Randy Goodrum, con quien había colaborado en numerosas ocasiones a lo largo de los años, incluyendo su colaboración en el sencillo de Toto de 1986 «I'll Be over You», participa en la canción «Brody's». All's Well That Ends Well gira en torno a las experiencias personales de Lukather en los dos años siguientes a la gestación de Ever Changing Times. La crítica Arlene Weiss comentó que el disco tiene tres sabores distintos: uno que «contiene el alma de Lukather y su dolor emocional, otro que criba elementos de la cultura popular como TMZ.com y otro que expresa optimismo y entusiasmo respecto al futuro». En sus álbumes anteriores Lukather se enfocó en la composición y producción colaborando con otros letristas, pero en esta ocasión escribió muchas de las letras de All's Well That Ends Well. Lukather describió el disco como un reflejo «real» y «honesto» del periodo entre 2008 y 2010, cuando experimentó dificultades en su vida privada.

### Otros proyectos
Cuando no estaba trabajando con Toto, Lukather participó en varios otros proyectos, como tocar con la banda de jazz fusion Los Lobotomys y otros músicos de sesión o salir de gira con Larry Carlton, Joe Satriani, Steve Vai u otros.
Lukather perteneció durante años a la banda Los Lobotomys, una colaboración entre diferentes músicos de sesión como el músico de jazz y be-bop David «Creatchy» Garfield y el batería de Toto, Jeff Porcaro, reemplazado tras su muerte por Simon Phillips, quien también reemplazó a Porcaro en Toto. Los Lobotomys se formó a mediados de los años 1980 y tocaba de forma habitual en la escena de Los Ángeles, invitando a menudo a cualquier músico de estudio que estuviese disponible en la zona. Grabaron un disco bajo el nombre de Los Lobotomys en 1989 y participaron mucho en la grabación del disco de Lukather titulado Candyman. Además, Los Lobotomys grabaron un disco en directo en 2004 que incluye varias canciones de ambos discos.
En 1998, Lukather recibió una invitación para participar en la gira de su compañero guitarrista Larry Carlton, después de que sus promotores en Japón exigieron que las giras anuales de Carlton fuesen distintas cada año. Lukather y Carlton intercambiaron material que tenían grabado y decidieron que querían colaborar juntos. Lukather se sintió halagado por la invitación de Carlton, ya que ha había manifestado que lo consideraba su guitarrista favorito. Lukather habló muy bien de su esfuerzo en el escenario, a pesar de que ambos admitieron estar fuera de sus dominios de trabajo. Afirmó en una entrevista que: «se nos puede oír divirtiéndonos en la grabación, se pueden oír las sonrisas en nuestras caras». Después de varios conciertos, el dúo pensó que debían grabar la colaboración aunque solo fuese para uso propio. El guitarrista y productor Steve Vai escuchó una de las grabaciones y comentó su interés en lanzarlo a través de su discográfica Favored Nations, donde también publican su material artistas como Eric Johnson y Dweezil Zappa. Vai y Lukather mezclaron y produjeron el disco, mezcla de jazz, blues y fusión, juntos. El álbum resultante, No Substitutions: Live in Osaka, ganó un premio Grammy a mejor álbum de pop instrumental. En las reseñas publicadas sobre el disco se dijo que Lukather tenía un estilo mucho más heavy que el de Carlton. Después del lanzamiento, Lukather y Carlton se embarcaron en una gira promocional a nivel mundial.
En 2005, Lukather recibió elogios de la crítica por su interpretación de la canción «Little Wing» de Jimi Hendrix en el noventa cumpleaños del guitarrista de jazz Les Paul. Después de cinco años de ausencia, la gira G3 de 2012 incluyó esta vez a Lukather junto a los habituales Joe Satriani y Steve Vai. Además, en febrero de 2012, Ringo Starr anunció que Lukather tocaría la guitarra en su All Starr Band en la gira veraniega del grupo.
Lukather contribuye materialmente y con conocimientos para iniciativas educacionales. En 1985, publicó el video didáctico de guitarra Star Licks, que incluye muchas de las partes de guitarra de los primeros cinco álbumes de estudio de Toto y que se publicó en formato DVD en 2005. También ha participado en el proyecto Fermatta Master Class Series, una cooperativa educacional organizada por la Academia de Música Fermatta de México.

## Estilo musical y equipamiento

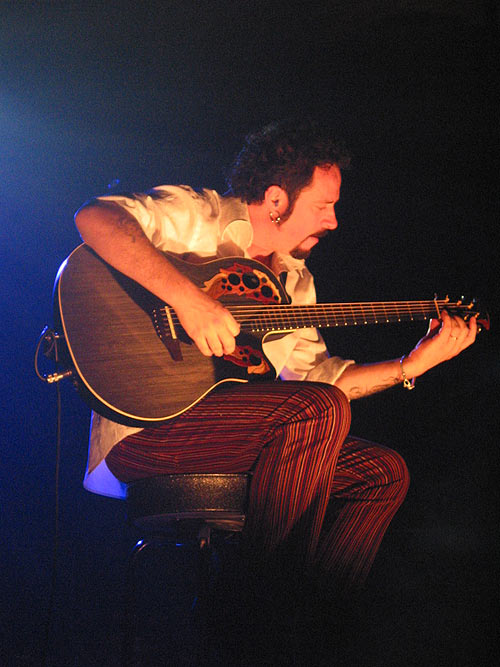
Lukather tocando una guitarra Ovation Adamas.

Lukather, influenciado por guitarristas de blues rock como Jimi Hendrix y Jimmy Page, y músicos de jazz fusion como Al Di Meola y Frank Gambale, es reconocido por su estilo de tocar de forma «melódica e intensa». También ha citado a Steely Dan como una de sus influencias, visible mayormente en sus trabajos más recientes como All's Well That Ends Well. El crítico Jude Gold dice que su vibrato es muy pronunciado y que su «exagerada amplitud doblando [las cuerdas]» es inconfundible y fácil de reconocer. Lukather está muy versado en teoría musical, es capaz de seguir gamas de acordes y cambios en la manera que lo haría habitualmente un músico de jazz —esta habilidad mejora su valor como músico de sesión. En una entrevista, explicó cómo piensa en la guitarra en un formato de «grupo de cuerdas», en lugar del típico formato de «escala lineal».
La forma en la que Lukather produce su sonido en el estudio es muy simple. No suele hacer gran cantidad de tomas o incorporar mucho overdubbing —más bien, tiene la reputación de hacer normalmente una única toma. Sobre esto comentó: «Si un solo no funciona —tanto porque no encontraba el sonido óptimo o porque no estaba inspirado en ese momento— simplemente pasaba a otra cosa. Una pieza o funciona o no funciona. No puedes patearlo hasta la sumisión o forzar a la inspiración para que te salve. Siempre es mejor simplemente rendirse y después volver más adelante para darle un par de oídos frescos». A pesar de que disfruta con la maestría técnica posible en el estudio, Lukather prefiere la dinámica de tocar en vivo en un escenario. Además, afirma que para producir un disco con buena calidad de sonido lo más importante es la dinámica.
A pesar de haber sido conocido por usar un intrincado sistema de efectos en el pasado, en los últimos tiempos Lukather asegura que toca casi sin modificaciones después de haber visto una ostentosa unidad de efectos que llevaba su nombre. En los últimos años, a excepción de algo de delay, prácticamente no usa nada más. Ha colaborado durante décadas con Bob Bradshaw de Custom Audio Electronics, quien diseñó y fabricó algunos de los elementos clave del rack de efectos de Lukather. El guitarrista es uno de los pocos endosantes oficiales de pastillas de la marca EMG y colaboró con su propio sistema de pastillas, «SL20», que está formado por dos pastillas distintas —incluyendo un humbucker— dentro de una sola unidad, con un solo potenciómetro de volumen y tonalidad, y un solo golpeador.
Lukather representa las guitarras Music Man y tiene un modelo con su nombre «Luke», que lleva su sistema de pastillas EMG. El diseño inicial de la guitarra comenzó con especificaciones exclusivas de MusicMan (incluyendo un vibrato Floyd Rose, que después reemplazaron con un puente fulcro estilo antiguo), pero en 1998 el fabricante decidió adaptar el modelo para que encajara más con el estilo de tocar del músico. Music Man también fabrica un modelo Ball Family Reserve Steve Lukather con mejoras de hardware y materiales. Lukather también ha tocado guitarras Ibanez y Valley Arts. Su relación con Ibanez y Valley Arts produjo un apoyo de estos por un corto espacio de tiempo en los años 1980 con el lanzamiento las guitarras Ibanez Roadstar RS1010SL y Valley Arts Custom Pro Steve Lukather Signature entre 1984 y 1985. También ha utilizado guitarras electroacústicas Ovation serie Adamas. Poco antes de su gira de 2010 All's Well That Ends Well, comenzó a usar y promocionar guitarras electroacústicas Yamaha Studio Response Technology.

## Discografía

### Álbumes
Solo
- Lukather (1989)
- Candyman (1994)
- Luke (1997)
- No Substitutions: Live in Osaka (2001)
- Santamental (2003)
- Ever Changing Times (2008)
- All's Well That Ends Well (2010)
- Transition (2013)
- I Found the Sun Again (2021)
- Bridges (2023)

Con Toto
Con Los Lobotomys
- Los Lobotomys (1989)

### Sencillos
- 1989 «Swear Your Love» extraído de Lukather
- 1994 «Borrowed Time» extraído de Candyman
- 1997 «Hate Everything About U» extraído de Luke
- 2008 «Ever Changing Times» extraído de Ever Changing Times
- 2010 «Can't Look Back» extraído de All's Well That Ends Well
- 2020 «Run To Me» extraído de I Found the Sun Again
- 2020 «Serpent Soul» extraído de I Found the Sun Again
- 2021 «I Found the Sun Again» extraído de I Found the Sun Again

## Giras musicales
- Candyman World Tour (1993)
- Luke World Tour (1997)
- Jimi Hendrix Music Festival Tour (1998)
- Larry Carlton & Steve Lukather Tour (1998 y 2001)
- Odd Couple Tour (con Edgar Winter) (2000)
- Hendrix Files Tribute Tour (2003)
- Ever Changing Times Tour (2008-2009)
- All's Well That Ends Well Tour (2010-presente)

## Premios Grammy
- 1982 – Premio Grammy a la mejor cacnión R&B: Steve Lukather, Jay Graydon, Bill Champlin (para George Benson) – «Turn Your Love Around»
- 1982 – Premio Grammy a productor del año, no clásico: Toto – Toto IV
- 1982 – Premio Grammy al álbum del año: Toto – Toto IV
- 1982 – Premio Grammy a la mejor grabación del año: Toto – «Rosanna»
- 2002 – Premio Grammy al mejor álbum de pop instrumental: Larry Carlton y Steve Lukather – No Substitutions: Live in Osaka